# Безчовниковий верстат

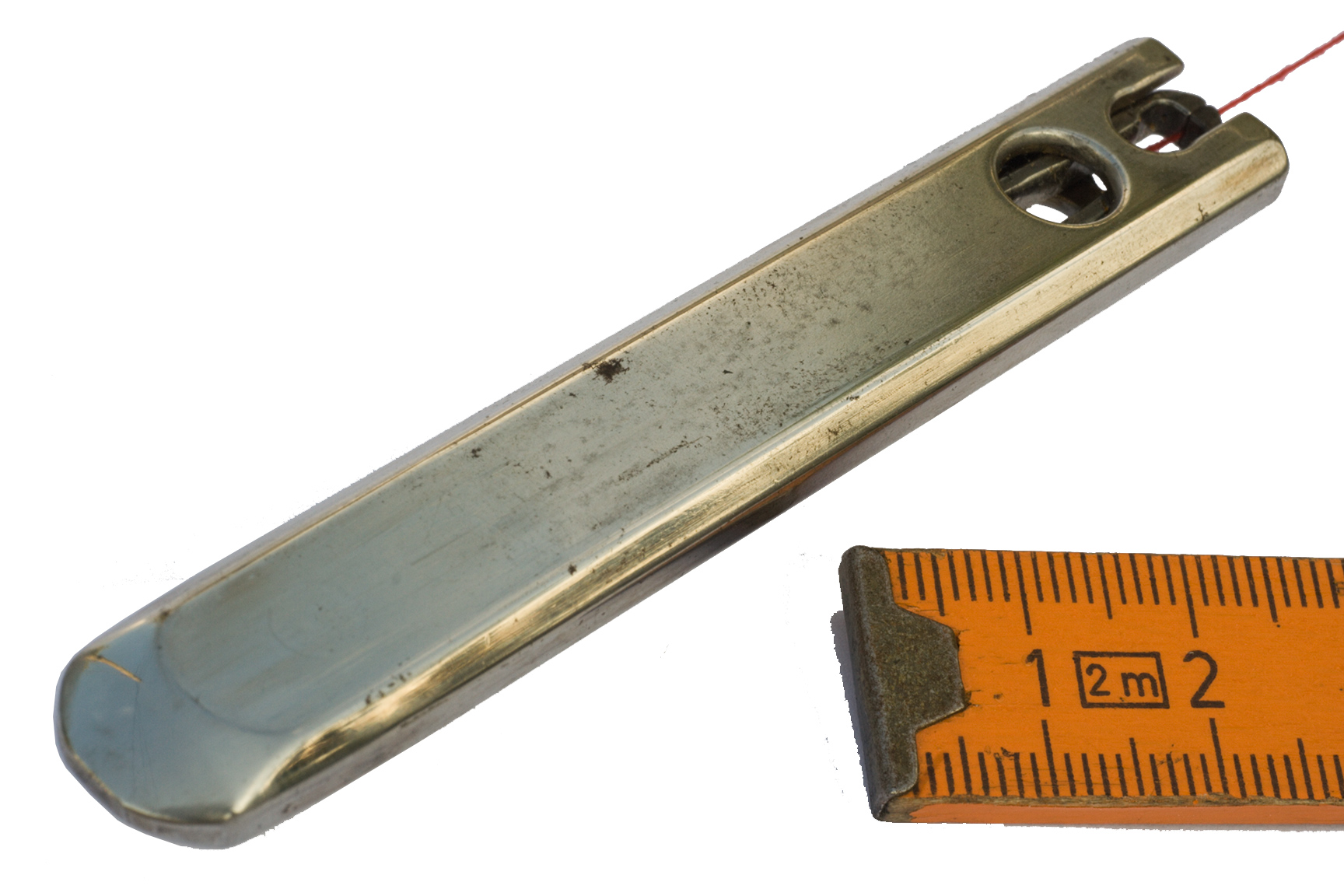
Рапіра безчовникового верстата.

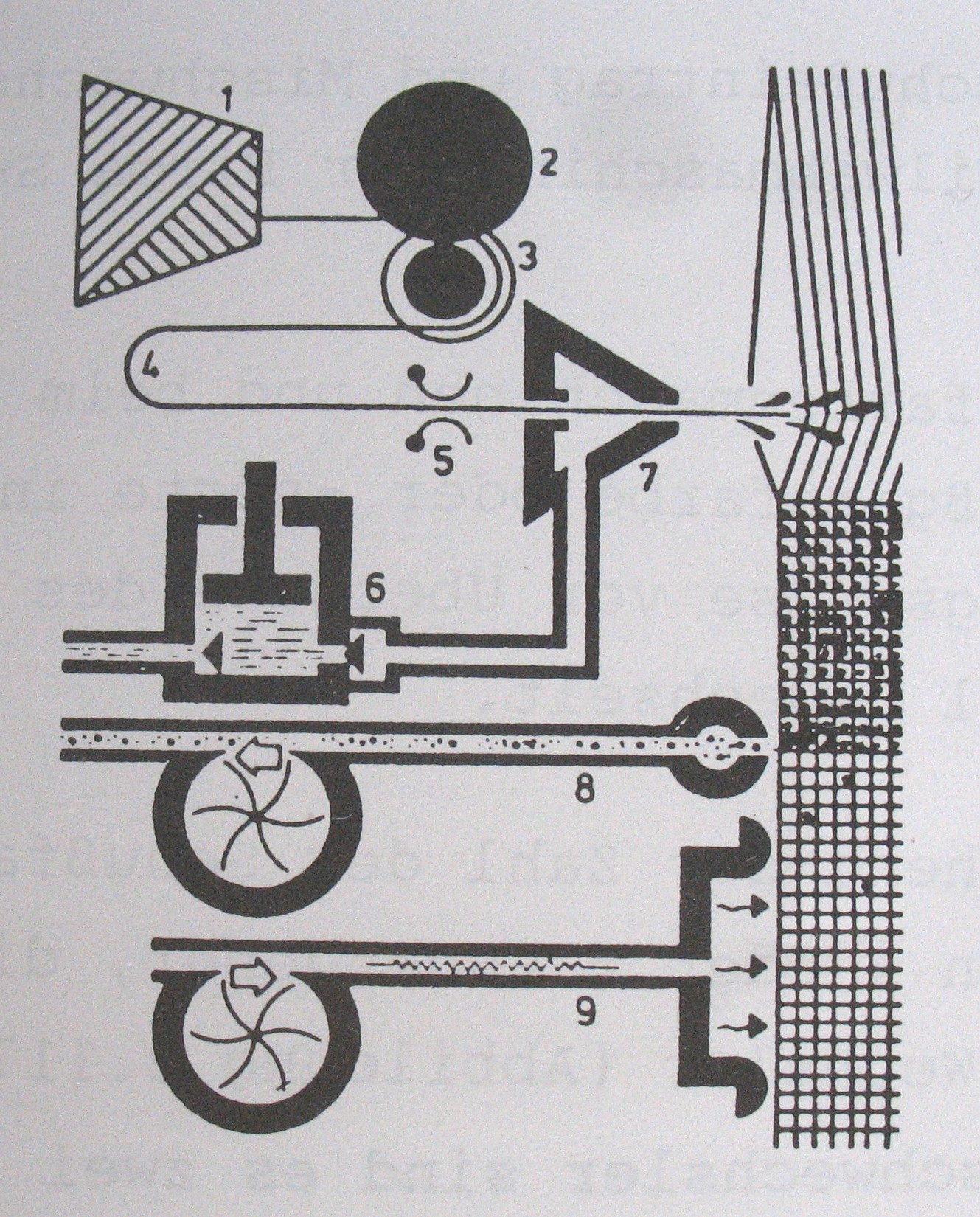
Прокладення утоку в гідравлічному ткацькому верстаті.

Безчо́вниковий верста́т — ткацький верстат, у якому відсутній човник, а утокова нитка прокладається через нитки основи за допомогою планок (рапір). Ці верстати почали упроваджуватися в ткацьке виробництво з середини XX ст., зараз абсолютна більшість верстаті безчовникові і очікується, що незабаром вони повністю витіснять човникові.
У безчовникових верстатах застосовується утокове пакування великих розмірів (бобіна), яке розміщується на станині верстата; після кожного просування прокладальника утокова нитка обрізається. Залежно від способу прокладення утокової нитки розрізняють безчовникові верстати з малогабаритним прокладальником утоку, пневматичні, гідравлічні, рапірні і пневморапірні. Набули поширення ткацькі верстати з малогабаритним прокладальником утоку. Прокладальник пружинним затискачем захоплює кінець утокової нитки, що сходить з бобіни, і, переміщаючись у гребінці напрямної, прокладає нитку зі швидкістю 23-25 м/сек. Маса прокладальника близько 40 грамів. Продуктивність такого верстата приблизно в 2,5 раза вище порівняно з човниковим верстатом; на ньому можна виготовляти тканини зі всіх видів волокон, а також їх сумішей; утік може бути 4 видів.
У пневматичних і гідравлічних ткацьких верстатах прокладення утокової нитки, що сходить з бобіни, здійснюється струменем стиснутого повітря або краплинним струменем води. Стиснуте повітря подається під тиском до 3 кгс/см²; на гідравлічних верстатах краплинний струмінь води викидається з сопла під тиском до 15 кгс/см². Швидкість прокладення утокової нитки на цих верстатах сягає 35 м/сек. Пневматичні верстати застосовуються для виготовлення бавовняних і шовкових тканин, гідравлічні — для виготовлення тканин з синтетичних ниток (вони не змочуються водою).
На рапірному ткацькому верстаті утокова нитка вводиться в зів захопленнями, укріпленими на кінцях стрижнів (рапір) або гнучких металевих стрічок, які здійснюють зворотно-поступальний рух з 2 боків верстата. Рапірні верстати застосовуються в основному для виготовлення суконних тканин і тканин з утоками різного вигляду (кольори).
Випускаються ткацький верстат з комбінованим (пневматичним і рапірним) способом прокладання утокової нитки в зіві (так звані пневморапірні верстати). На цих верстатах справа і зліва вводяться в зів 2 порожнистих рапіри, яка утворюють повітряний канал. У праву рапіру стиснутим повітрям під тиском близько 0,4 кгс/см² вдувається утокова нитка. Одночасно з лівої рапіри повітря відсмоктується, що забезпечує велику надійність просування нитки в каналах рапір. Після прокладення утоку (із швидкістю 1820 м/сек) рапіри виходять із зіву і бердо прибиває утокову нитку до тканини.